# Pseudodaphnella retellaria
Pseudodaphnella retellaria is een slakkensoort uit de familie van de Raphitomidae. De wetenschappelijke naam van de soort is voor het eerst geldig gepubliceerd in 1922 door Hedley.